# Stångberga
Stångberga är från 2023 en av SCB avgränsad och namnsatt småort i Vallentuna kommun.